# Tényi István (filmrendező)
Tényi István (Nyergesújfalu, 1948. január 29. – Budapest, 2021. augusztus 27.) Balázs Béla-díjas magyar filmrendező, forgatókönyvíró.

## Életpályája
1979-ben diplomázott a Színház- és Filmművészeti Főiskola operatőr-rendező szakán Fábri Zoltán és Illés György osztályában, ahol osztálytársa volt mások mellett: ifj. Jancsó Miklós, Xantus János és Sopsits Árpád.
Filmes munkái: 1985-ben Balázs Béla filmesztétáról készített dokumentumfilmet Fénykép a tanítványoknak Balázs Béláról címmel.
1992-ben rendezte Az én dühödt Magyarországom című dokumentumfilmet. Rendezője és forgatókönyvírója volt a Szabadulásra ítélve című kísérleti filmnek 1996-ban. 1998-ban Balkezesség címmel készített kétrészes ismeretterjesztő filmet, amelyben számos riportot és tudományos értekezést felsorol a balkezességgel kapcsolatban.
Ugyanebben az évben rendezte a Ballada a koránkelt harcosok hosszú meneteléséről című dokumentumfilmet, amely 1956-os eseményeket dolgoz fel. 2005-ben dokumentumfilmet készített Baranyai ballada Koós Zoltánról címmel. 2006-ban Találkozás a kertben címmel készített dokumentumfilmet, amely grafikus művészekről és a Pannónia Rajzfilm Stúdióról szól. 2008-ban rendezője és forgatókönyvírója volt Az építész Rimanóczyak Nagyváradon című ismeretterjesztő filmnek.

## Filmjei
- A fekete emberek és mások, rendező (magyar kisjátékfilm, 25 perc, 2018)
- Az építész Rimanóczyak Nagyváradon, rendező, forgatókönyvíró (magyar ismeretterjesztő film, 53 perc, 2008)
- Találkozás a kertben, rendező (46 perc, 2006)
- Baranyai ballada Koós Zoltánról, rendező (magyar dokumentumfilm, 50 perc, 2005)
- Két asszony könnyei, rendező (magyar dokumentumfilm, 23 perc, 2004)
- A színész és a forradalom, rendező (magyar dokumentumfilm, 135 perc, 2000)
- A színész és a háború, rendező (magyar dokumentumfilm, 101 perc, 1999)
- Ballada a koránkelt harcosok hosszú meneteléséről, rendező, forgatókönyvíró (magyar dokumentumfilm, 61 perc, 1998)
- Balkezesség, rendező (magyar ismeretterjesztő film, 1998)
- Alternatívák, rendező (magyar dokumentumfilm, 44 perc, 1997)
- Szabadulásra ítélve, rendező, forgatókönyvíró (magyar kísérleti film, 51 perc, 1996)
- Az én dühödt Magyarországom, rendező (magyar dokumentumfilm, 75 perc, 1992)
- Felmentés nélkül, rendező (magyar dokumentumfilm, 90 perc, 1988)
- Fénykép a tanítványoknak Balázs Béláról, rendező, író (magyar dokumentumfilm, 78 perc, 1985)
- Végtelen napló, rendező (magyar dokumentumfilm, 150 perc)
- Templomépítők, rendező (magyar dokumentumfilm, 18 perc)
- Pókerparti Aphroditéval, rendező, operatőr (magyar portréfilm, 59 perc)
- Lelkész a vasútépítésen, rendező (magyar portréfilm, 18 perc)
- Lejtőn felfelé pályázati úton, rendező (38 perc)
- Józsefvárosi ballada a szegénységről, rendező
- Életmű raktáron (Portréfilm Nagy Éva festőművészről), rendező (magyar portréfilm)
- Borovi professzor a Caritasról, rendező (dokumentumfilm, 18 perc)
- Borovi József és tanítványai, rendező (magyar portréfilm, 18 perc)
- Azok a székely fiúk, rendező (35 perc)
- A vád: népek barátsága elleni uszítás, rendező (35 perc)
- A hit szolgálatában, szerkesztő (magyar ismeretterjesztő film, 18 perc)
- 80 éves kortalálkozó, rendező (magyar dokumentumfilm, 26 perc)
- 80 éves kortalálkozó, rendező (magyar dokumentumfilm, 26 perc)

## Díj
- Balázs Béla-díj (2002)